# Orangismo (Belgio)
Con l'espressione orangismo ci si riferisce, in Belgio, ai movimenti politici favorevoli alla riunione del paese con il settentrionale Regno dei Paesi Bassi.

## Origini del termine
Con l'espressione Orangismo ci si è, nei secoli, riferiti ai diversi movimenti politici che sostennero il potere o la politica della Casa d'Orange-Nassau (l'attuale famiglia reale dei Paesi Bassi), che, a partire dal 1581 (ovvero pochi anni dopo la Rivolta del 1565), occupò la carica di Statolder (o Lord Protettore) della Repubblica delle Sette Province Unite (salvo almeno due lunghe interruzioni, mentre il destino dello Stato si orientava, di volta in volta, fra oligarchia, repubblica e monarchia). Sinché tale potere si consolidò tanto che lo Stato si trasformò in una repubblica monarchica.

## L'annessione del Belgio ai Paesi Bassi
Allorché, con la caduta del Primo impero di Napoleone I, le grandi potenze vollero ricostruire lo stato olandese, essi sostituirono la cessata Repubblica delle Sette Province Unite con un vero e proprio regno, al quale vennero attribuiti anche i Paesi Bassi già austriaci, tanto che venne definito Regno Unito dei Paesi Bassi.
A partire dal Trattato di Vienne, quindi, con il termine orangisti vennero definiti quei 'Belgi' che sostenevano l'unitarietà del neo-costituito Regno Unito ed il suo sovrano Guglielmo I.
Il partito orangista era, soprattutto, composto da liberali conservatori, ostili ai liberali radicali, al partito cattolico (conservatore) e, tanto più, all'alleanza di questi ultimi due, espressa nel movimento cosiddetto unionista.
Erano orangisti il Verhaegen e numerosi soci della tout-puissant Société générale, fondata da Guglielmo I nel 1822. A partire dal 1829, il principale pubblicista orangista fu il fiorentino Giorgio Libri-Bagnano: la distruzione del suo giornale, Le National, e della sua abitazione, fu il primo atto della Rivoluzione belga del 1830.

## La nascita del Regno del Belgio
Scoppiata la rivoluzione, vennero definiti orangisti tutti i contro-rivoluzionari, armati, come il colonnello Borremans, o meno.
Successivamente alla nascita del Regno del Belgio, si registrò nel Paese fiammingo un movimento (non sempre monarchico) favorevole al ritorno di quelle provincie all'antico Regno Unito (un movimento generalmente ricordato come Groot-Nederland in olandese, Nationalisme thiois in francese e Greater Netherlands in inglese). Si ricordano, in particolare, Jan Frans Willems e Hippolyte Metdepenningen.
Nel ventunesimo secolo, nella quotidiana polemica politica o culturale, vengono definiti orangisti quelle personalità che maggiormente mettono in discussione l'opportunità storica della nascita del Regno del Belgio, come lo scrittore Geert van Istendael mentre manca, ormai, ogni riferimento politico, non favorendo il nazionalismo fiammingo la riunione con i Paesi Bassi, bensì la secessione in nuovo stato.